# Кен Патера
Кен Патера (англ. Ken Patera, нар. 6 листопада 1942, Портленд, штат Орегон, США) — колишній важкоатлет, стронгмен та професійний реслер.
Брав участь у змаганні за звання Найсильнішої людини світу 1977 року, однак не досяг значного скутку. На Чемпіонаті світу з важкої атлетики 1971 року посів друге місце в загальному заліку. На Панамериканських іграх того ж року посів почесне перше місце у ваговій категорії від 110 кілограм. Чотири роки підряд (у 1969, 1970, 1971 та 1972 роках) вигравав національний чемпіонат з важкої атлетики.

## Здобутки та нагороди
- American Wrestling Association
  - AWA World Tag Team Championship (2 рази)
- Cauliflower Alley Club
  - Other honoree (1999)
- Continental Wrestling Association
  - CWA International Heavyweight Championship (2 рази)
- Georgia Championship Wrestling
  - NWA Georgia Heavyweight Championship (1 раз)
- Mid-Atlantic Championship Wrestling
  - NWA Mid-Atlantic Heavyweight Championship (2 рази)
  - NWA Mid-Atlantic Tag Team Championship (1 раз)
- NWA Big Time Wrestling
  - NWA American Heavyweight Championship (1 раз)
- NWA Tri-State
  - NWA Tri-State Brass Knuckles Championship (1 раз)
  - NWA United States Tag Team Championship (Tri-State version) (1 раз)
- Pro Wrestling Illustrated
  - PWI Most Hated Wrestler of the Year (1977, 1981)
  - PWI ставить його # 75 з топ 100 найкращих борців у 2003.
- Southwest Championship Wrestling
  - SCW Southwest Brass Knuckles Championship (1 раз)
- St. Louis Wrestling Club
  - NWA Missouri Heavyweight Championship (2 рази)
  - St. Louis Wrestling Hall of Fame (Class of 2015)
- Universal Wrestling Association
  - UWA Heavyweight Championship (1 раз)
- World Wrestling Federation
  - WWF Intercontinental Championship (1 раз)
- Wrestling Observer Newsletter awards
  - Нагорода за Найкращий матч року (у 1980)